# هتل کالیفرنیا
«هتل کالیفرنیا» (به انگلیسی: Hotel California) ترانه‌ای از آلبومی با همین نام از گروه موسیقی ایگلز است و به عنوان یک تک‌آهنگ در اوایل ۱۹۷۷ منتشر شد. هتل کالیفرنیا یکی از آهنگ‌های شناخته شده از دوران راک آلبوم‌گرا است. خوانندگی اصلی این ترانه را دان هنلی بر عهده داشت؛ ترانه‌سرایان دان هنلی و گلن فرای بودند و آهنگ توسط دن فلدر ساخته و تنظیم شده‌است.

## داستان
متن این ترانه، داستان مسافری سرگشته‌ای است که مسحور یک مکان جذاب و دوست‌داشتنی با شخصیت‌هایی عجیب می‌شود. از سوی دیگر ویژگی این مکان افسون شده، ترسناک بودن آن است. زیرا گویا راه فراری از آن نیست.

## رمزگشایی
از هنگام پخش این ترانه، افراد بسیاری تلاش کردند با کنار هم چیدن اشعار این ترانه، آن را رمزگشایی کنند یا به مفهومی منطقی و قابل درک برسند. با این وجود، گلن فرای گفته بود: «تصمیم گرفتیم یک چیز عجیب و غریب خلق کنیم، فقط برای اینکه ببنیم از پس این کار برمی‌آییم یا نه؟» او همچنین در سال ۲۰۰۳ گفته بود که «ایهام نخستین ابزار ترانه‌سراهاست. این روش جواب می‌دهد، یعنی مفهوم ترانه همان چیزی است که شنونده می‌خواهد باشد.»
از دید برخی، عبارت «عطر گرم کولیتاس» (Colitas: یک واژه در زبان اسپانیایی است که معانی گوناگی مانند جوانه گیاه شاه‌دانه دارد) به ماری‌جوآنا اشاره دارد. همچنین آن بخش از ترانه که می‌گوید: «هر وقت خواستی می‌توانی پول هتل را حساب کنی اما نمی‌توانی اینجا را ترک کنی» احتمالاً منظور از «هتل» می‌تواند بیمارستان روانپزشکی یا مرکز ترک اعتیاد یا جایی شبیه به آن باشد. در آن بخش از ترانه که صحبت از زندانی بودن در دنیای «شامپاین صورتی روی یخ» به میان می‌آید، لذت و شکایت به شکلی قابل پیش‌بینی با هم درمی‌آمیزند.

## شکایت
اعضای گروه ایگلز، علیه صاحبان یک هتل در مکزیک که از نام این ترانه استفاده کرده بود شکایت کردند.

## جدول فروش
«هتل کالیفرنیا» به مدت یک هفته در مه ۱۹۷۷ در صدر ۱۰۰ آهنگ داغ بیلبورد بود و یکی از ۵۰۰ ترانه برتر تمام اعصار از نگاه مجله رولینگ استونز است. همچنین گروه ایگلز در سال ۱۹۷۸ بیستمین جایزه گرمی را از آن خود کرد.
این ترانه هنوز هم هر ۱۱ دقیقه یک بار از شبکه‌های رادیویی ایالات متحده آمریکا پخش می‌شود.